# Epipteromalus algonquinensis
Epipteromalus algonquinensis är en stekelart som beskrevs av William Harris Ashmead 1904. Epipteromalus algonquinensis ingår i släktet Epipteromalus och familjen puppglanssteklar. Inga underarter finns listade i Catalogue of Life.